# Dahn
Dahn ist eine Stadt im Landkreis Südwestpfalz (Rheinland-Pfalz) und – gemessen an der Einwohnerzahl – dessen drittgrößte Ortsgemeinde. Sie ist Verwaltungssitz der Verbandsgemeinde Dahner Felsenland, innerhalb derer sie sowohl hinsichtlich der Zahl der Einwohner als auch hinsichtlich der Fläche die größte Ortsgemeinde darstellt. Dahn ist ein staatlich anerkannter Luftkurort und gemäß Landesplanung als Mittelzentrum ausgewiesen.
Bedeutung erlangte Dahn als Standort der Dahner Burgengruppe, der Burg Neudahn und unterschiedlicher Felsformationen wie dem Jungfernsprung. In der Gegenwart ist der Tourismus ein erheblicher Wirtschaftsfaktor.

## Geographie

### Lage, Gliederung und Nachbargemeinden

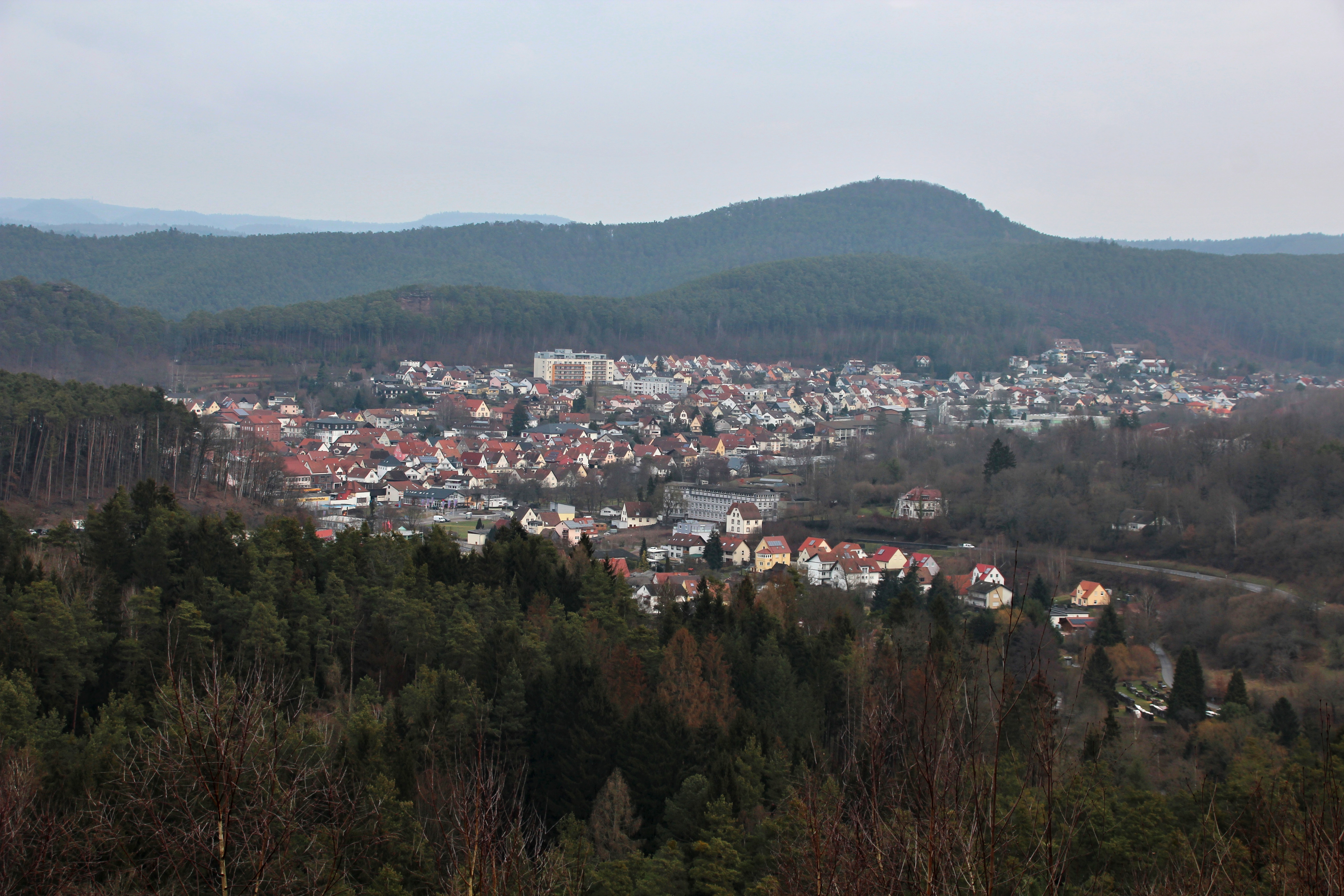
Blick auf Dahn

Die Stadt liegt in der Region Pfalz auf 210 m Höhe. Ihr Siedlungsgebiet befindet sich in einem Tal des zum Dahn-Annweiler Felsenland gehörenden Dahner Felsenlands, das einen Bestandteil des südlichen Pfälzerwalds, des deutschen Teils des Wasgaus, bildet. Der äußerste Westen der Gemarkung zählt bereits zum südwestlichen Pfälzerwald, alternativ Bitscher Waldniederung genannt. Lediglich 10 km südlich verläuft die Grenze zum französischen Elsass.
Zur Stadt Dahn gehören die Weiler und Wohnplätze Büttelwoog, Fischwoogmühle, Neudahner Weiher sowie Reichenbach. Nachbargemeinden Dahns sind – von Norden im Uhrzeigersinn – Hinterweidenthal, Hauenstein, Erfweiler, Schindhard, Bruchweiler-Bärenbach, Fischbach bei Dahn und Lemberg.

### Erhebungen

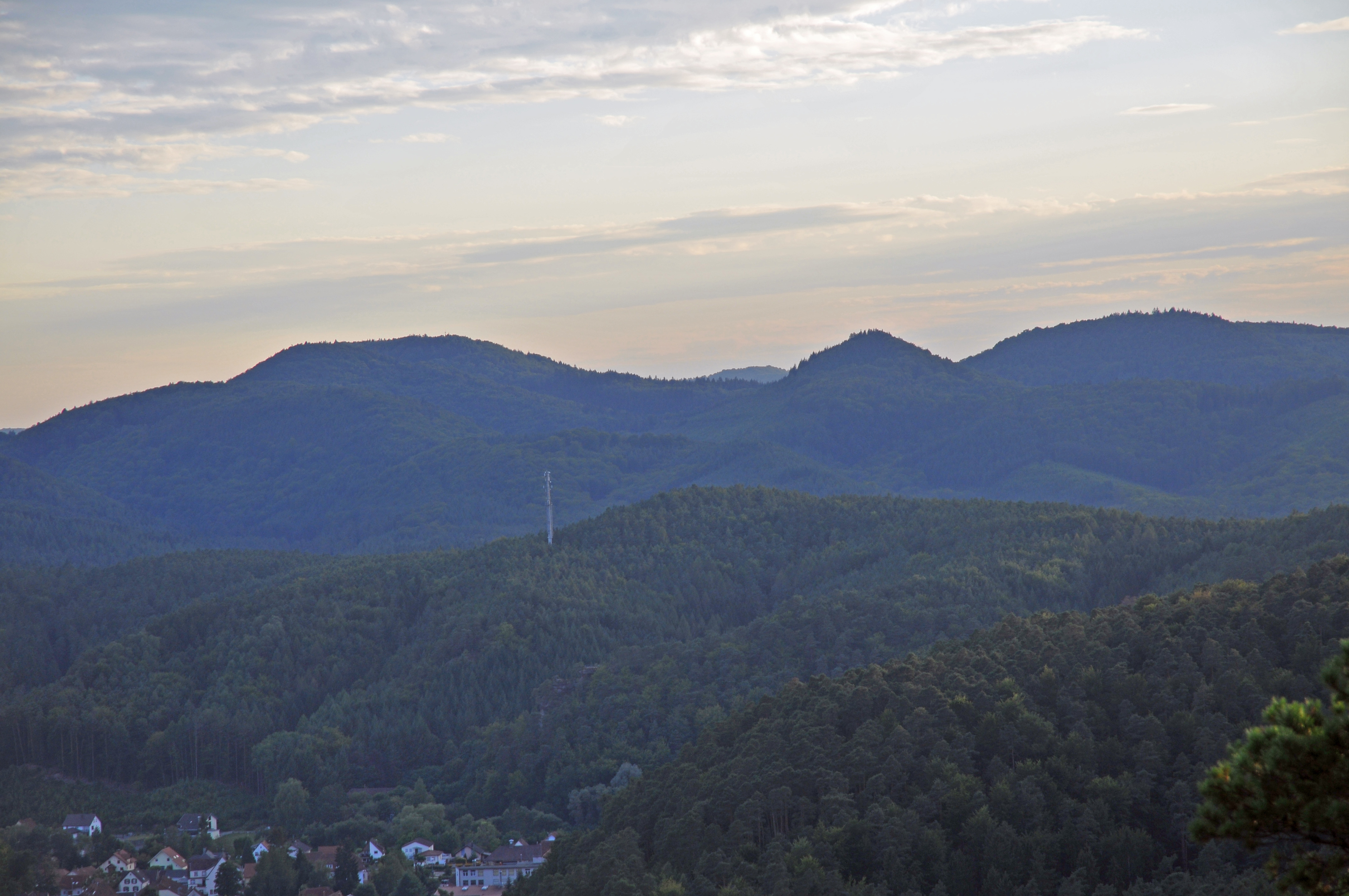
Gebirgslandschaft des Pfälzerwalds auf Gemarkung von Dahn

Inmitten der Bebauung erstreckt sich der 297 m hohe Vogelsberg und unmittelbar östlich von diesem der Lachberg (324 m). Weiter westlich erstreckt sich der Kauert (312 m). Südöstlich des Siedlungsgebiets an der Grenze zu Erfweiler erhebt sich der 323,1 m hohe Schlossberg und südlich von ihm der Mittelberg (352 m). Weiter nördlich – ebenfalls in Siedlungsnähe – ragt der 420,9 m messende Hochberg auf, und nördlich der Bebauung stehen der 385 m hohe Gerstbergerkopf sowie der 379 m messende Große Hellenberg. An der Gemarkungsgrenze zu Hinterweidenthal erstreckt sich der 274,6 m hohe Schweinspieß.
Im Südwesten der Gemarkung, weit abseits der Bebauung, befindet sich mit dem 513 m hohen Großen Eyberg die höchste Erhebung innerhalb der Stadtgemarkung; nordöstlich von diesem erheben sich der Kleine Eyberg (425 m) sowie der Grauberg (291 m) und weiter nordwestlich das 323,1 m hohe Große Taubeneck, das Zwirbelsköpfchen 341 m der Dehmershübel. Weiter westlich erstrecken sich der Edersberg (405,4 m), der Kleine Mückenkopf (462 m), der Kaletschkopf (453,1 m), der Kleine Mückenkopf 462 m sowie das Totenköpfel. Im Nordwesten an der Gemarkungsgrenze zu Lemberg erhebt sich der Bichtenberg (400 m); östlich von diesem befinden sich der 386 m hohe Lehmberg, der 328,2 m hohe Mehrsberg, das 318 m hohe Sägköpfchen und der Kauertberg. Im Süden an der Grenze zu Bruchweiler-Bärenbach erstrecken sich der 352 m hohe Rauhberg, der Rechelstein (440,4 m) und der Dretschberg (460 m). Unweit der Grenze zu Fischbach befinden sich das Kreuzeck und der Rennberg.

### Gewässer

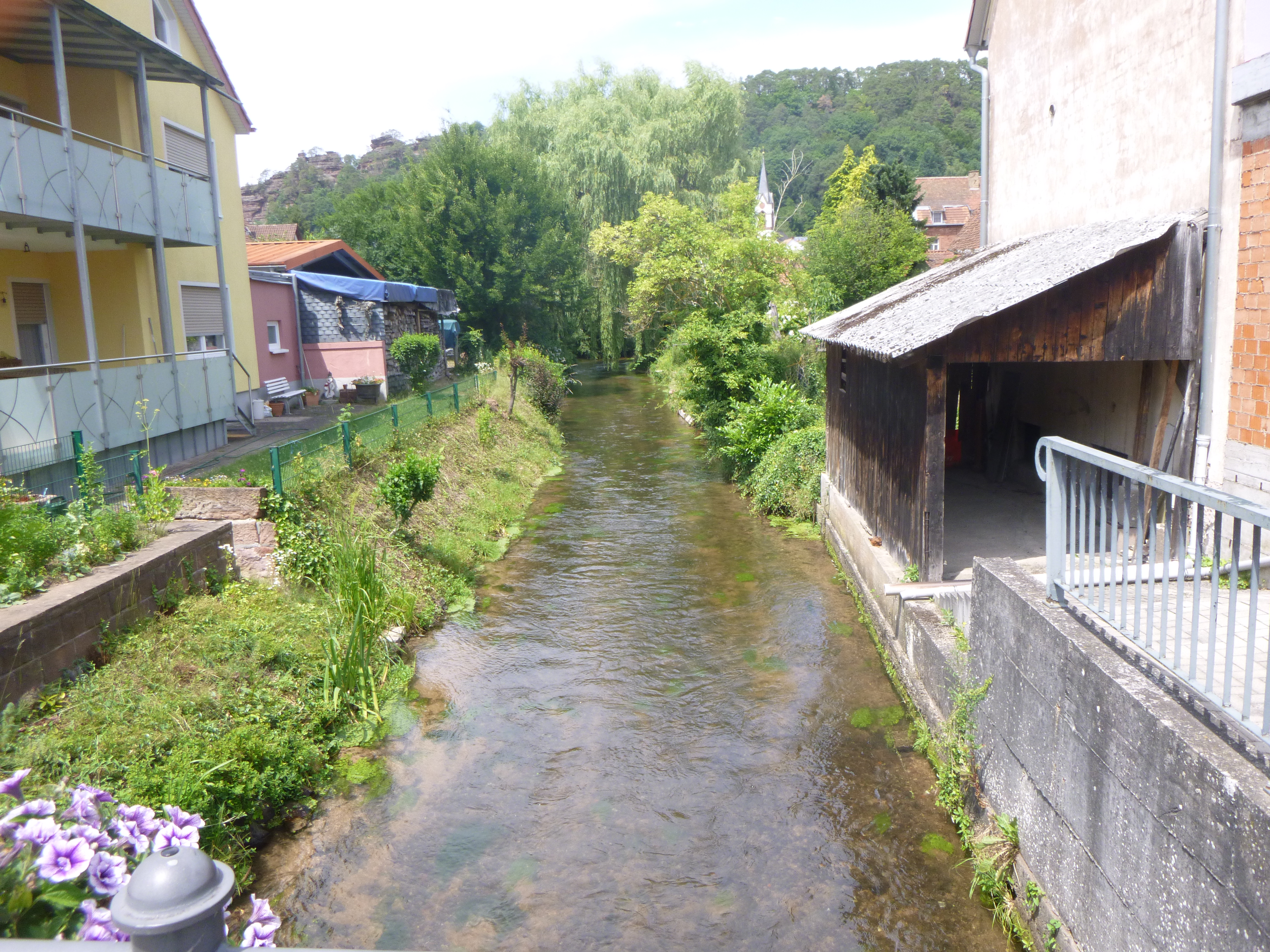
Wieslauter innerhalb von Dahn

Dahn wird von Nordwest nach Südost von der Lauter durchflossen, die am Oberlauf Wieslauter genannt wird und ein linker Zufluss des Rheins ist. Sie wurde vor allem im 19. Jahrhundert zur Triftung von Holz genutzt. Auf der Gemarkung von Dahn fließen eine Reihe von Gewässern, die fast alle in die Wieslauter münden:
- Im Norden entspringt der Seebach, der nach Nordwesten verläuft und auf der Gemarkung von Hinterweidenthal von links in die Wieslauter mündet. Im Nordosten bildet sein rechter Zufluss Mühlenbach für ein kurzes Stück die Grenze zu Hauenstein.
- Durch den Nordwesten der Waldgemarkung verläuft der Moosbach, der von links den Moosgraben sowie von rechts den Seibertsbach aufnimmt und schließlich selbst von rechts in die Lauter mündet; kurz zuvor durchfließt er den Neudahner Weiher.
- Entlang des südlichen Randes der Bebauung fließt der Heimbach von links der Wieslauter zu.
- Noch etwas weiter südlich kommt von rechts das Kaltenbächel, das einst den kleinen Stausee Büttelwoog speiste. Von diesem ist zwar nur die ungefähre Lage (⊙) bekannt, er fungierte aber als Namensgeber des dort entstandenen Siedlungsgebiets. Der Büttelwoog diente indirekt der Holztrift, indem das in ihm gestaute Wasser – wie bei vielen Nebenbächen im Pfälzerwald – verwendet wurde, um die Trift auf dem Hauptgewässer – hier der Wieslauter – durch Vergrößerung der Wassermenge zu beschleunigen.
- Der von links in die Wieslauter mündende Langenbach bildet teilweise die Grenze zu Erfweiler und Schindhard.
- Im Südwesten der Gemarkung, unmittelbar an der Grenze zu Fischbach, entspringen der Spießbach sowie sein rechter Nebenfluss Roßbach, die jenseits der Stadtgemarkung über den Saarbach zum Rhein entwässern.

### Flächenaufteilung
| Aufteilung der Gemarkungsfläche | Aufteilung der Gemarkungsfläche | Aufteilung der Gemarkungsfläche | Aufteilung der Gemarkungsfläche | Aufteilung der Gemarkungsfläche |
| ------------------------------- | ------------------------------- | ------------------------------- | ------------------------------- | ------------------------------- |
|                                 |                                 |                                 |                                 |                                 |
| Wald                            | Wald                            |                                 | 3433 ha (84,2 %)                | 3433 ha (84,2 %)                |
| Siedlungsfläche                 | Siedlungsfläche                 |                                 | 259 ha (06,3 %)                 | 259 ha (06,3 %)                 |
| Landwirtschaft                  | Landwirtschaft                  |                                 | 222 ha (05,4 %)                 | 222 ha (05,4 %)                 |
| Verkehrsfläche                  | Verkehrsfläche                  |                                 | 105 ha (02,6 %)                 | 105 ha (02,6 %)                 |
| Wasser                          | Wasser                          |                                 | 19 ha (00,5 %)                  | 19 ha (00,5 %)                  |
| Sonstige Nutzung                | Sonstige Nutzung                |                                 | 39 ha (01,0 %)                  | 39 ha (01,0 %)                  |
|                                 |                                 |                                 |                                 |                                 |

Nach Daten des Statistischen Landesamtes, Stand 31. Dezember 2019.

## Geschichte

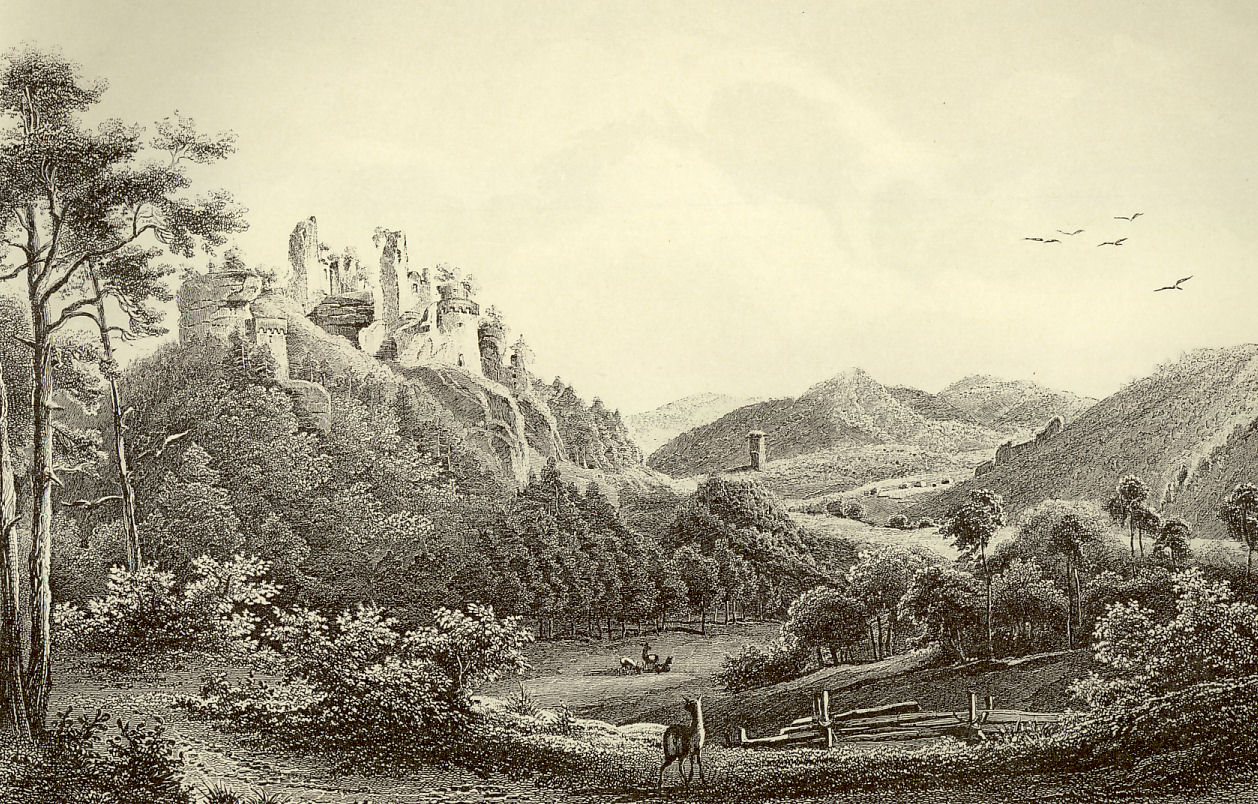
Historische Ansicht der Dahner Burgengruppe aus dem 19. Jahrhundert

Die Ritter von Than waren als Lehnsleute der Fürstbischöfe von Speyer über vierhundert Jahre lang die Herren des Orts; wie im Mittelalter häufig, wurde der bei der Burg gelegene Ort nach dem Namen des – meist chronologisch ersten – Adelsgeschlechts benannt. Im 15. Jahrhundert wurde der sogenannte Vierherrenkrieg teilweise auf dem Territorium von Dahn ausgetragen. Seit dem Aussterben des Rittergeschlechts im Jahr 1603 bis zu den Französischen Revolutionskriegen (1792/97) war Dahn Sitz eines Amts des Hochstifts Speyer, über das zeitweise die Freiherren von Waldenburg herrschten; bereits während der zweiten Hälfte des 18. Jahrhunderts hatte Dahn sich unter französischer Souveränität befunden.
Von 1798 bis 1814, als die Pfalz Teil der Französischen Republik (bis 1804) und anschließend Teil des Napoleonischen Kaiserreichs war, war Dahn Sitz eines gleichnamigen Kantons. 1815 wurde die Gemeinde Österreich zugeschlagen und wechselte bereits ein Jahr später in das Königreich Bayern. Ab 1818 war der Ort Bestandteil des Landkommissariat Pirmasens, das 1862 in ein Bezirksamt umgewandelt wurde.
1939 wurde Dahn in den Landkreis Pirmasens (ab 1997 Landkreis Südwestpfalz) eingegliedert. Da der Ort sich in der Roten Zone befand, wurden die Bewohner mit Beginn des Zweiten Weltkriegs vorübergehend evakuiert. Nach dem Krieg wurde die Gemeinde innerhalb der französischen Besatzungszone Teil des damals neu gebildeten Landes Rheinland-Pfalz.
Die Stadtrechte erhielt Dahn vergleichsweise spät. Dem Antrag auf Verleihung vom 24. Januar 1963 gab das Land Rheinland-Pfalz am 27. Oktober desselben Jahres statt. Im Zuge der ersten rheinland-pfälzischen Verwaltungsreform wurde die Stadt Sitz der neu geschaffenen Verbandsgemeinde Dahner Felsenland, der sie ebenso angehört.

### Vorkommnisse
Weil ein syrischer Asylbewerber am 16. Juni 2016 an einer Bushaltestelle in Dahn seine von ihm getrennt lebende Ehefrau mit mehreren Messerstichen getötet hatte, wurde der Täter im Dezember 2016 wegen Mordes zu lebenslanger Haft verurteilt. Am 30. Juni 2019 kam es in der Stadt zu einem flüchtlingsfeindlichen Angriff, bei dem zwei Asylbewerber von einem Angreifer verletzt wurden. Am 3. Februar 2024 fand vor Ort eine Demonstration gegen Rechtsextremismus statt; die Teilnehmerzahl betrug zwischen 350 und 500.

## Bevölkerung

### Einwohnerentwicklung
Das Diagramm zeigt die Entwicklung der Einwohnerzahl; die Werte bis 1961 sowie von 1970 und 1987 sind Ergebnisse von Volkszählungen, diejenigen von 2011 basieren auf dem Zensus 2011. Alle anderen Werte sind Fortschreibungen auf Basis der jeweils vorangegangenen Volkszählung beziehungsweise des Zensus 2011.
| Dahn: Einwohnerzahlen von 1815 bis 2024 | Dahn: Einwohnerzahlen von 1815 bis 2024 | Dahn: Einwohnerzahlen von 1815 bis 2024 | Dahn: Einwohnerzahlen von 1815 bis 2024 | Dahn: Einwohnerzahlen von 1815 bis 2024 |
| --------------------------------------- | --------------------------------------- | --------------------------------------- | --------------------------------------- | --------------------------------------- |
| Jahr                                    |                                         |                                         |                                         | Einwohner                               |
| 1815                                    | 1815                                    |                                         | 942                                     | 942                                     |
| 1835                                    | 1835                                    |                                         | 1.295                                   | 1.295                                   |
| 1871                                    | 1871                                    |                                         | 1.390                                   | 1.390                                   |
| 1905                                    | 1905                                    |                                         | 1.654                                   | 1.654                                   |
| 1939                                    | 1939                                    |                                         | 2.718                                   | 2.718                                   |
| 1950                                    | 1950                                    |                                         | 2.834                                   | 2.834                                   |
| 1961                                    | 1961                                    |                                         | 4.057                                   | 4.057                                   |
| 1965                                    | 1965                                    |                                         | 4.351                                   | 4.351                                   |
| 1970                                    | 1970                                    |                                         | 4.561                                   | 4.561                                   |
| 1975                                    | 1975                                    |                                         | 4.696                                   | 4.696                                   |
| 1980                                    | 1980                                    |                                         | 4.666                                   | 4.666                                   |
| 1985                                    | 1985                                    |                                         | 4.590                                   | 4.590                                   |
| 1990                                    | 1990                                    |                                         | 4.903                                   | 4.903                                   |
| 1995                                    | 1995                                    |                                         | 5.164                                   | 5.164                                   |
| 2000                                    | 2000                                    |                                         | 5.022                                   | 5.022                                   |
| 2005                                    | 2005                                    |                                         | 4.800                                   | 4.800                                   |
| 2010                                    | 2010                                    |                                         | 4.497                                   | 4.497                                   |
| 2015                                    | 2015                                    |                                         | 4.595                                   | 4.595                                   |
| 2020                                    | 2020                                    |                                         | 4.572                                   | 4.572                                   |
| 2024                                    | 2024                                    |                                         | 4.297                                   | 4.297                                   |
|                                         |                                         |                                         |                                         |                                         |

### Religion
Christentum

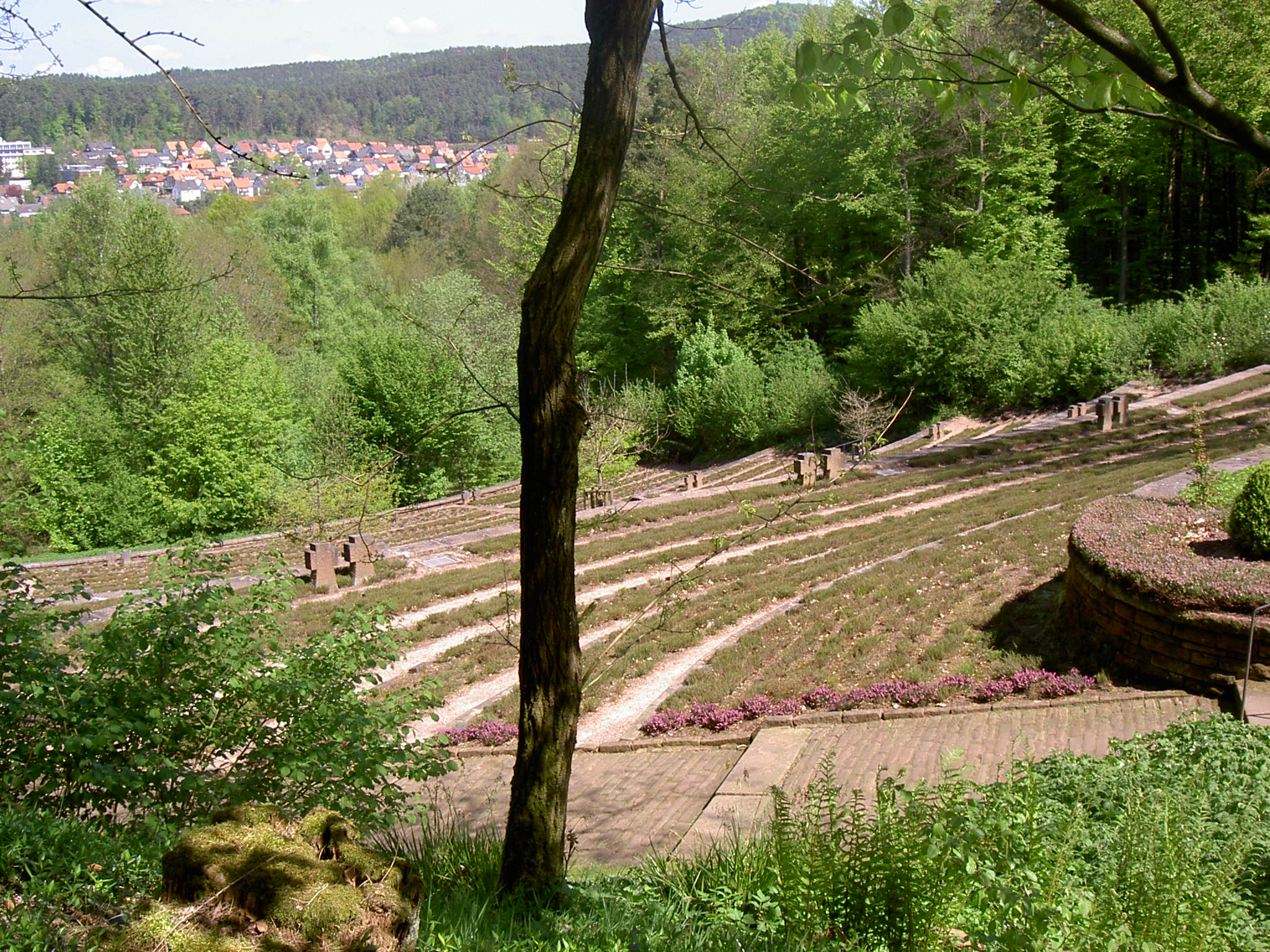
Dahner Ehrenfriedhof

Katholischerseits gehört die Stadt seit mehr als zwei Jahrhunderten zum Bistum Speyer und untersteht dort dem Dekanat Pirmasens. In der Stadt ist eine katholische Pfarrei ansässig. Während der Napoleonischen Zeit war Dahn Bestandteil des Bistums Straßburg. Seit 2016 existiert vor Ort die katholische Pfarrei Pfarrei Hl. Petrus, die für sämtliche Ort innerhalb der Verbandsgemeinde Dahner Felsenland zuständig ist. Die Evangelischen sind Teil der Protestantischen Landeskirche Pfalz.
Im Süden der Stadt, am Rande der Felsgruppe Hochstein, liegt der Dahner Ehrenfriedhof für 2412 im Zweiten Weltkrieg gefallene Soldaten. Zudem existierte vor Ort zeitweise eine Krankenhauskapelle, deren Ausstattung 2009 von der katholischen Kirche St. Michael in Bobenthal übernommen wurde.
Judentum
1824 lebten insgesamt 93 Menschen jüdischen Glaubens in Dahn. Die einst vor Ort ansässige jüdische Gemeinde besaß eine Synagoge, die inzwischen profaniert wurde. Ihre Mitglieder wurden im nahen Busenberg beerdigt. Seit November 2007 erinnern im Stadtbereich Stolpersteine an diejenigen – überwiegend jüdischen – Einwohner, die in der Zeit des Nationalsozialismus deportiert und meist ermordet wurden.

## Politik
Bei Bundestagswahlen gehört Dahn zum Wahlkreis Pirmasens. Bei Landtagswahlen war die Stadt von 1991 bis 2016 Bestandteil des Wahlkreises Pirmasens-Land. Aufgrund des Bevölkerungsrückgangs der Region wurde er aufgelöst, sodass Dahn seit 2021 zum Wahlkreis Pirmasens gehört.

### Stadtrat
Der Stadtrat in Dahn besteht aus 20 Ratsmitgliedern, die bei der Kommunalwahl am 9. Juni 2024 in einer personalisierten Verhältniswahl gewählt wurden, und dem ehrenamtlichen Stadtbürgermeister als Vorsitzendem.
| Wahl | SPD | CDU | FDP | FD a | WGK b | WGZ c | WGH d | Gesamt   |
| ---- | --- | --- | --- | ---- | ----- | ----- | ----- | -------- |
| 2024 | 3   | 5   | –   | –    | –     | 11    | 1     | 20 Sitze |
| 2019 | 4   | 5   | –   | 2    | 2     | 7     | –     | 20 Sitze |
| 2014 | 6   | 9   | –   | 3    | 2     | –     | –     | 20 Sitze |
| 2009 | 7   | 8   | 3   | –    | 2     | –     | –     | 20 Sitze |
| 2004 | 4   | 12  | 1   | –    | 3     | –     | –     | 20 Sitze |

### Bürgermeister

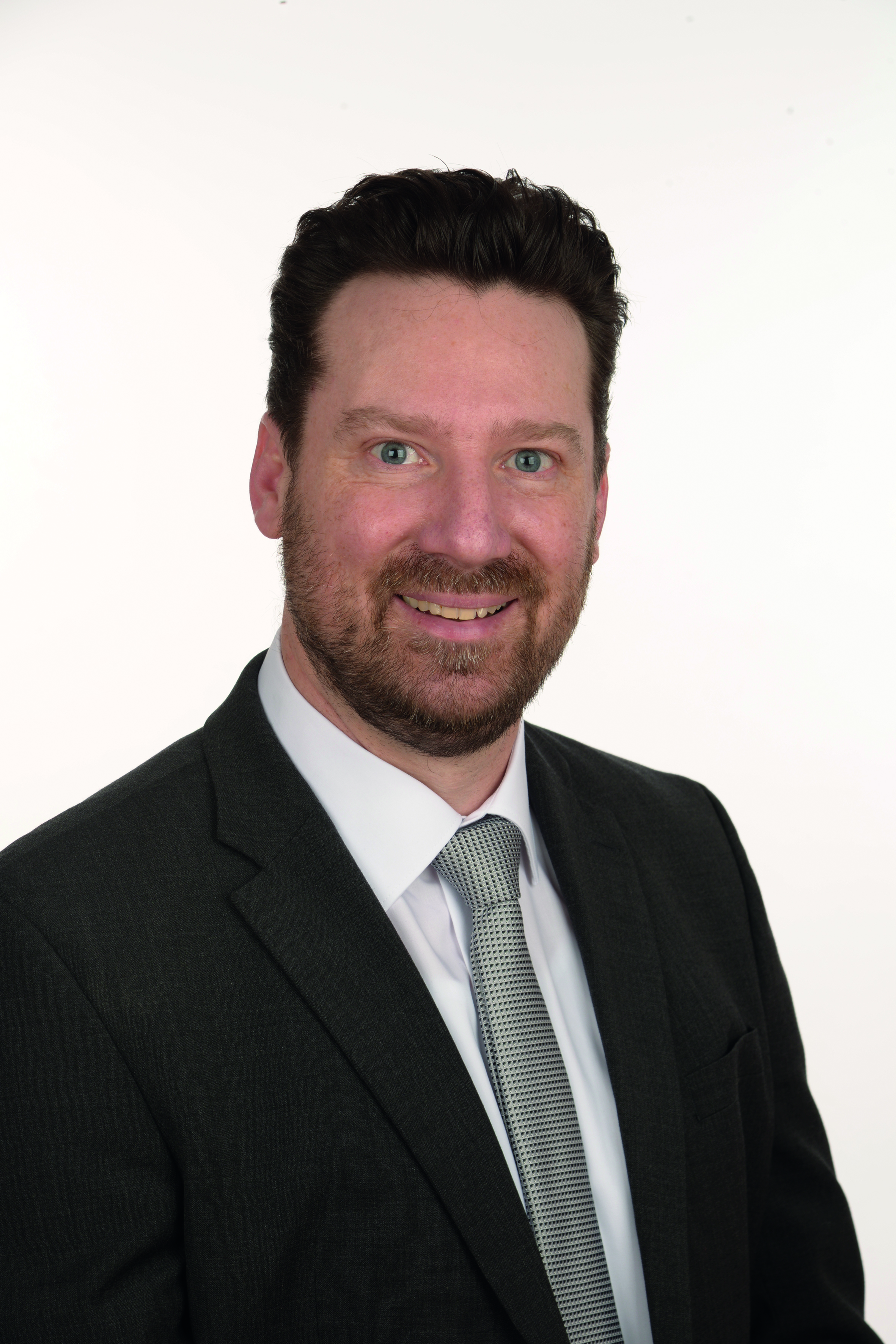
Holger Zwick, Stadtbürgermeister seit 2019

Holger Zwick (WGZ) wurde am 14. August 2019 Stadtbürgermeister von Dahn. Bei der Direktwahl am 26. Mai 2019 hatte er sich mit einem Stimmenanteil von 52,85 Prozent gegen vier andere Bewerber durchgesetzt. Bei der Direktwahl am 9. Juni 2024 wurde er im ersten Wahlgang bei einer Wahlbeteiligung von 71,3 % mit 70,6 % der Stimmen gegen Bianka Meigel (CDU) und Erwin B. Hoffmann (WGH) in seinem Amt bestätigt.
Zwicks Amtsvorgänger war Alexander Fuhr von der SPD, der dieses Amt ab 2009 ausübte. Bei seiner ersten Wahl hatte sich dieser im ersten Wahlgang gegen drei Mitbewerber durchgesetzt. Im Jahr 2014 hatte er sich mit einem knappen Vorsprung von 33 Stimmen in einer Stichwahl gegen seinen jetzigen Nachfolger behauptet, der damals für die CDU angetreten war.
Vor Fuhr hatte Manfred Schreiner von der CDU das Amt innegehabt.

### Wappen
Aufgrund historischer Erkenntnisse wurde das Wappen von Dahn im Jahr 1952 neu gestaltet.
| Wappen von Dahn | Blasonierung: „Gespalten durch eine erhöhte eingebogene goldene Spitze, darin eine grüne Tanne auf grünem Hügel, von Blau und Rot; vorn ein durchgehendes silbernes Kreuz, hinten ein silberner Adler.“ |
| Wappen von Dahn | Wappenbegründung: Die Tanne als vermutetes Symbol für den Ortsnamen war früher das alleinige Dahner Siegelbild. Das neue Wappen berücksichtigte folgende Voraussetzungen: Da die Ritter von Than über vierhundert Jahre lang die Herren des Ortes Dahn waren, wurde der weiße Adler auf rotem Feld ihrem Wappen entnommen, das drei weiße Adler zeigt; möglicherweise symbolisieren diese die aus drei Burgen bestehende Dahner Burgengruppe. Später war Dahn bis zum Übergreifen der Französischen Revolution nach Südwestdeutschland Sitz eines Amtes des Hochstifts Speyer, weshalb von diesem das weiße Kreuz übernommen wurde. Die Tanne verblieb als Erinnerung an den Ortsnamen, an das alte Gerichtssiegel und an die landschaftliche Lage des Ortes im Pfälzerwald. |

### Partnergemeinden
Seit 1971 ist Wasselonne im Elsass Partnergemeinde von Dahn.

## Kultur und Sehenswürdigkeiten

### Bauwerke
Kulturdenkmäler

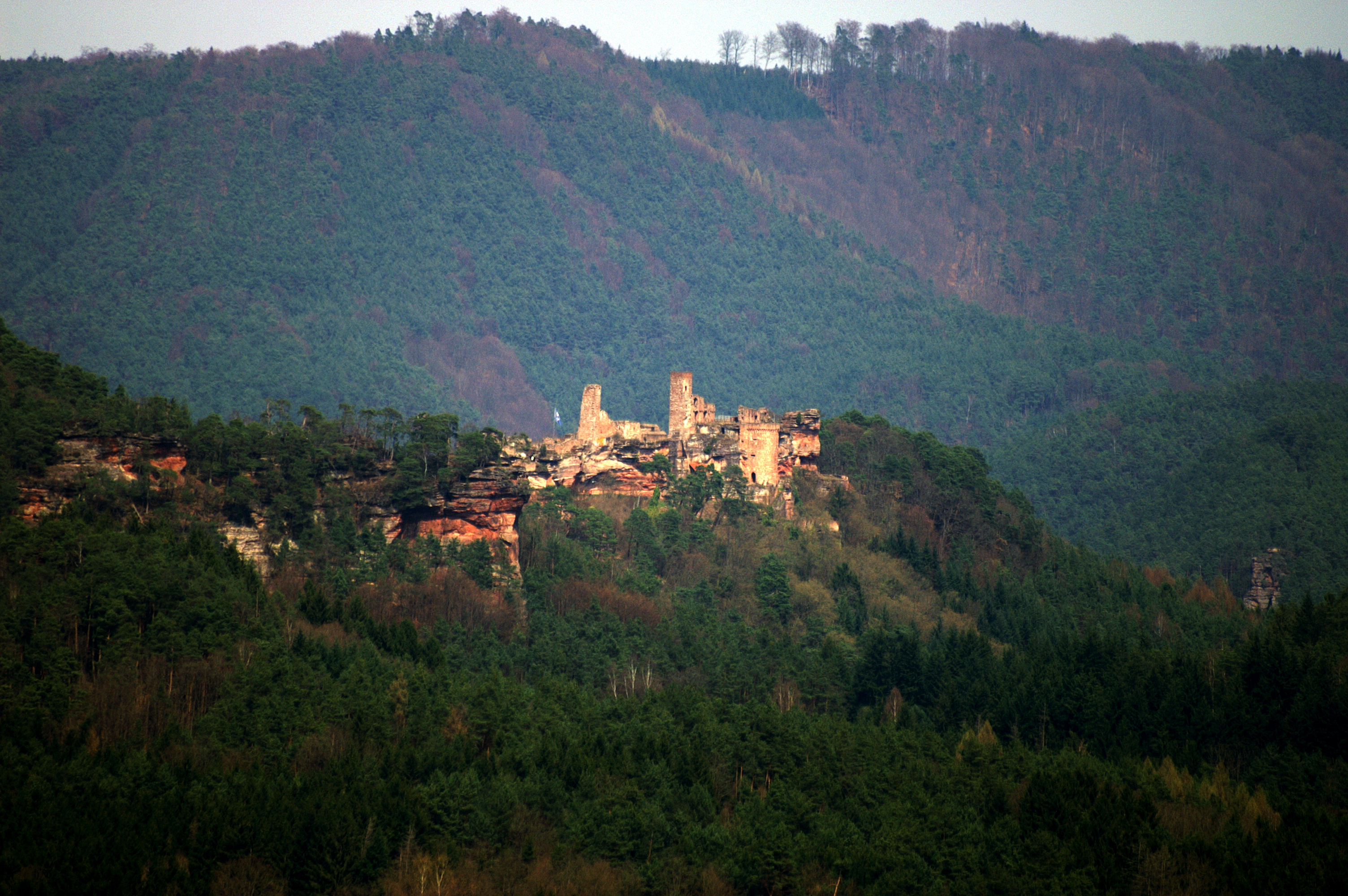
Denkmalzone Dahner Burgengruppe

In der Dahner Umgebung sind Burg Neudahn sowie die Dahner Burgengruppe – bestehend aus den Burgen Altdahn, Grafendahn und Tanstein – als Denkmalzonen ausgewiesen. Hinzu kommen insgesamt 31 Einzelobjekte, die unter Denkmalschutz stehen, darunter die katholische Kirche St. Laurentius, das Kriegerdenkmal für die Gefallenen des Ersten Weltkriegs und das Ingbert-Naab-Haus.
Sonstige Bauwerke
- Im nördlichen Bereich der Stadtgemarkung befindet sich die Ruine der Burg Gerstbergerkopf.
- Auf dem Großen Eyberg wurde in den 1950er Jahren der Eybergturm errichtet.
- Der Planetenweg erstreckt sich  über Hinterweidenthal und Bruchweiler-Bärenbach.
- Der alte Bahnhof/Ferienbahnhof in Reichenbach.
- Gemäß der regionalen Folklore bilden die Wälder rund um Dahn einen der „Lebensräume“ für das Fabelwesen Elwetritsch, dem in Dahn ein Elwetritsche-Brunnen und weitere „Denkmäler“ gewidmet sind. In der Ruine der Burg Altdahn ist ein Burgmuseum untergebracht. Zudem existierte zeitweilig das Museum Dahn-Reichenbach.

### Natur

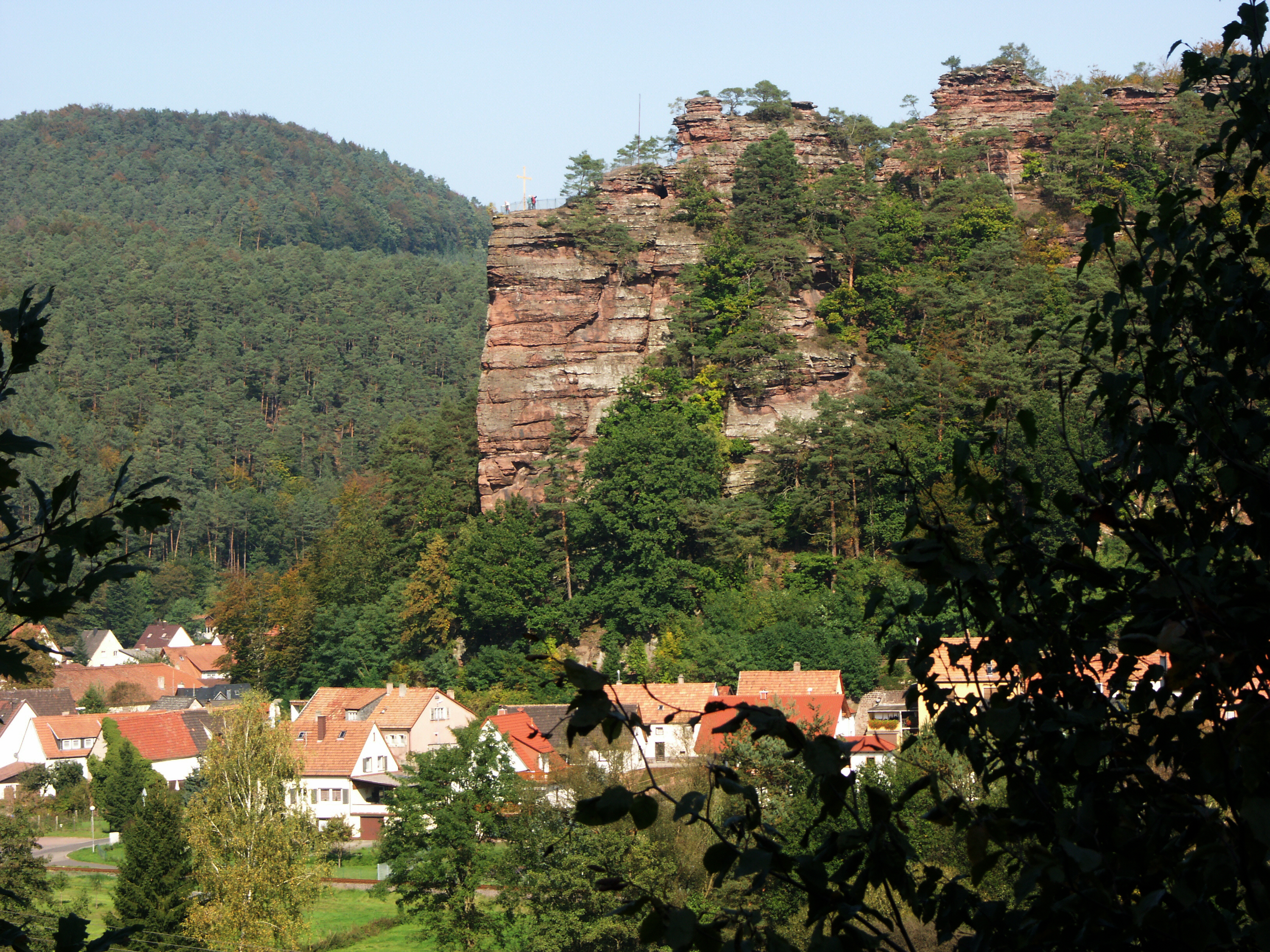
Der Jungfernsprung, das Wahrzeichen von Dahn

Die Stadt liegt im Naturpark Pfälzerwald, der wiederum zum Biosphärenreservat Pfälzerwald-Vosges du Nord gehört.
Innerhalb der Stadtgemarkung befinden sich zahlreiche Naturdenkmale, darunter der Jungfernsprung, der die Stadt überragt. Dabei handelt es sich um einem etwa 70 m hohen steilen Felsen, der als Teil des Klettergebiets Pfälzer Wald im Sommer oft das Ziel von Sportkletterern ist und zu dem eine alte Sage existiert. Weitere markante, ebenfalls als Naturdenkmale eingestufte Felsformationen im Stadtgebiet sind der Hochstein, die Formation Braut und Bräutigam, der Löchelfelsen und der Büttelfelsen.
Auf der Gemarkung von Dahn befindet sich das Naturschutzgebiet Moosbachtal.

### Rittersteine
Auf der Gemarkung von Dahn stehen mehrere Rittersteine; sie markieren meist Orientierungspunkte für Wanderer wie beispielsweise derjenige mit der Nummer 213, der die Aufschrift „Drei Buchen“ trägt.

### Medien
Die Tatort-Folge Der Wald steht schwarz und schweiget aus dem Jahr 2012 wurde teilweise in Dahn gedreht. Zudem gehört die Stadt zum Sendegebiet des Fernsehprogramms OKTV Südwestpfalz.

### Vereine und Brauchtum
Der größte Sportverein in der Stadt ist der Turnverein 1910 Dahn e. V., der unter anderem Rhythmische Sportgymnastik und Handball anbietet. Mit dem FC Dahn existiert außerdem ein Fußballverein. Daneben gibt es den Kunstverein Dahn. Der Pfälzerwald-Verein besitzt in Dahn eine Ortsgruppe. Vor Ort wird der Narrenruf Trisch – Lau gepflegt.

### Veranstaltungen

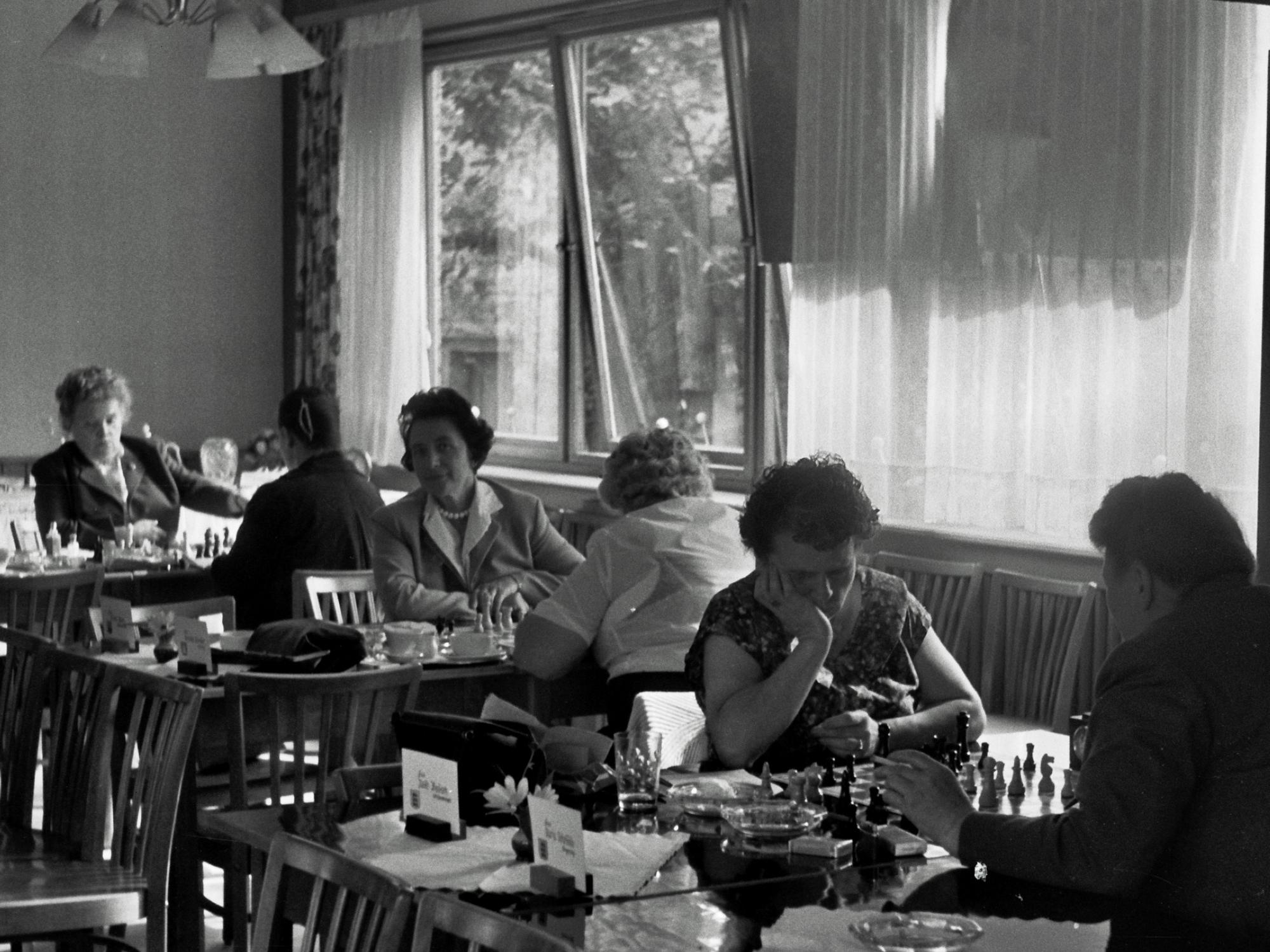
Deutsche Frauenmeisterschaft im Schach 1959 in Dahn

Seit 1963 bringt die vom damaligen Bürgermeister Karl Buchheit und dem ersten künstlerischen Leiter Robert Oberhauser initiierte Veranstaltungsreihe Dahner Sommerspiele überregional bekannte Akteure in die Stadt. Entgegen dem Namen finden die Kulturveranstaltungen der Reihe, darunter Schauspiel, Musik und Comedy, inzwischen über einen Großteil des Jahres statt.
Jährlich findet vor Ort ein Martinimarkt statt. Bei Karnevalsveranstaltungen wird der Narrenruf „Tritsch – lau“ gepflegt.
Erwähnenswerte Veranstaltungen in der Vergangenheit
- 1959 war die Stadt Veranstaltungsort der Frauenmeisterschaft im Schach.
- 1977 wurde in Dahn die Unterhaltungssendung Spiel ohne Grenzen ausgetragen.
- Vom 2. bis zum 5. Juni 1988 fand in der Stadt das vom Pfälzer Turnerbund ausgerichtete Pfälzische Landesturnfest statt.
- Vom 1. bis zum 7. August 2010 war Dahn Austragungsort der World Field Archery Championships, der Weltmeisterschaft im Feldbogenschießen.[18]

## Wirtschaft und Infrastruktur

### Wirtschaft

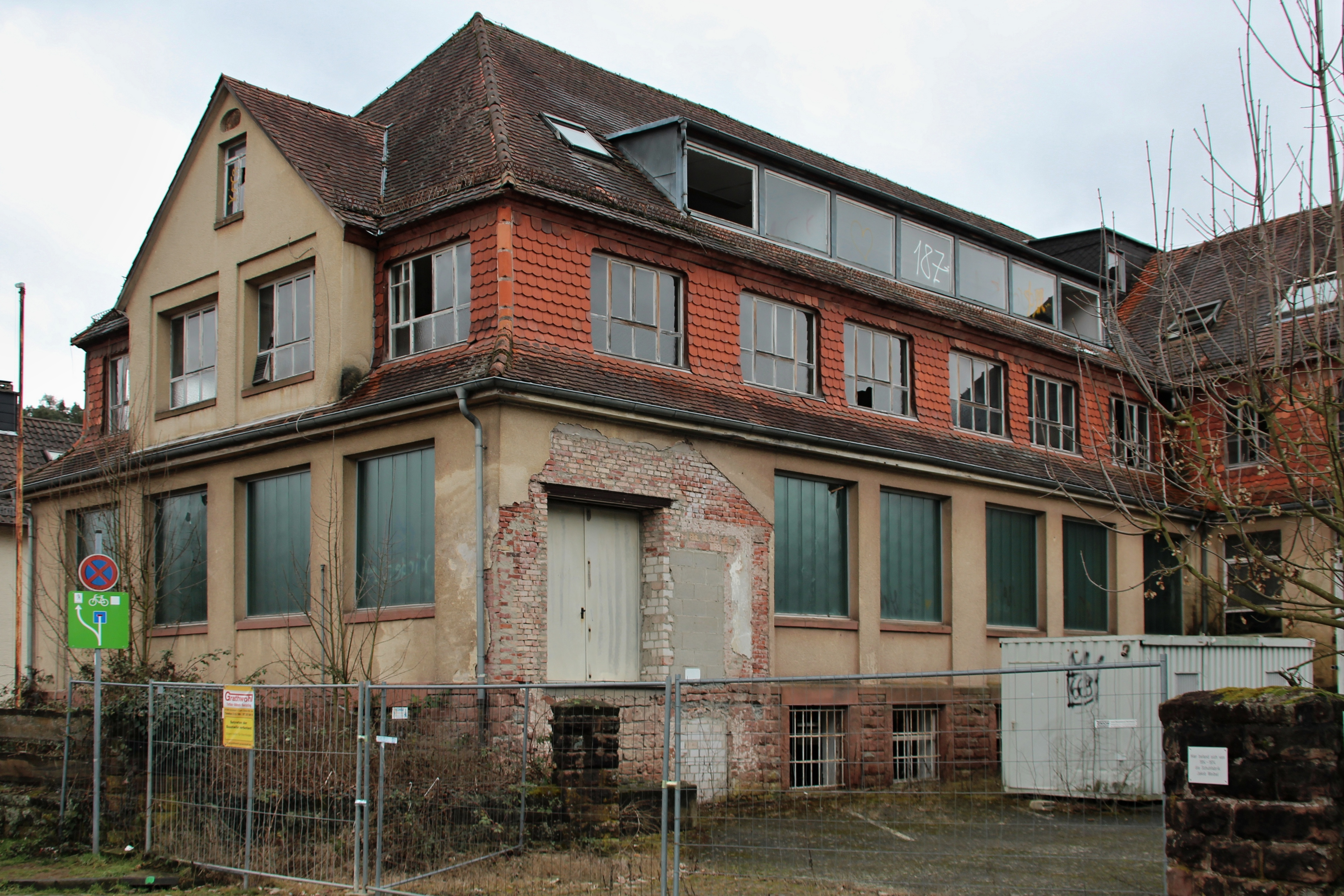
Stillgelegte und mittlerweile abgerissene Schuhfabrik in Dahn

Aufgrund der geographischen Gegebenheiten dominierte vor Ort jahrhundertelang die Forst- und Holzwirtschaft. Das Forstamt Wasgau hat seinen Sitz in der Stadt.
In der strukturschwachen Südwestpfalz muss Dahn ohne nennenswerte Industrie auskommen. Die Probleme lassen sich unter anderem daraus ersehen, dass die Einwohnerzahl sich rückläufig entwickelt. Lediglich der Tourismus zeigt angesichts der weitgehend intakten, zum Teil als „spektakulär“ aufgefassten Natur einen positiven Trend.
Die Stadt war Sitz der Raiffeisen- und Volksbank Dahn e.G, die 2017 mit der VR Bank Südliche Weinstraße zur VR Bank Südliche Weinstraße-Wasgau fusionierte.

### Verkehr
Straße

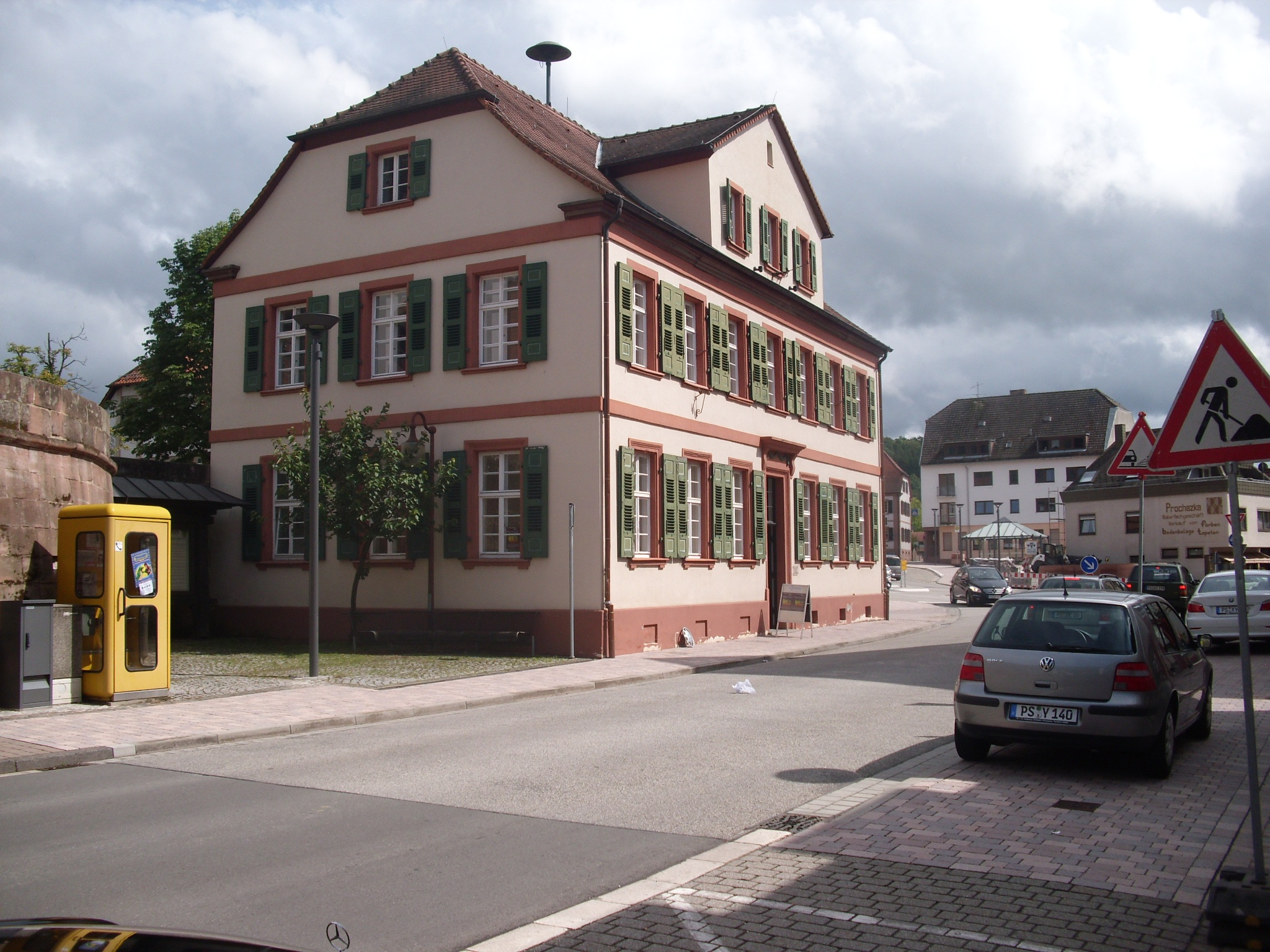
Bundesstraße 427 in Dahn

Mitten durch Dahn führt die Bundesstraße 427, die von Hinterweidenthal über Bad Bergzabern bis nach Kandel verläuft. Eine kleinere Ortsumgehung ist jedoch für die Zukunft geplant. Von der Bundesstraße zweigt die Landesstraße 489 nach Bundenthal ab. Die Kreisstraße 39 stellt eine Verbindung nach Erfweiler her, die Kreisstraße 40 zur Burg Altdahn. Die Kreisstraße 41 führt über Schindhard zum Bärenbrunnerhof.
Der ursprünglich vorgesehene Streckenschluss der A 8 zwischen Pirmasens und Karlsruhe an Dahn vorbei wurde nie realisiert. Dahn ist Sitz einer Straßenmeisterei des Landesbetriebs Mobilität Rheinland-Pfalz.
Schiene und Nahverkehr

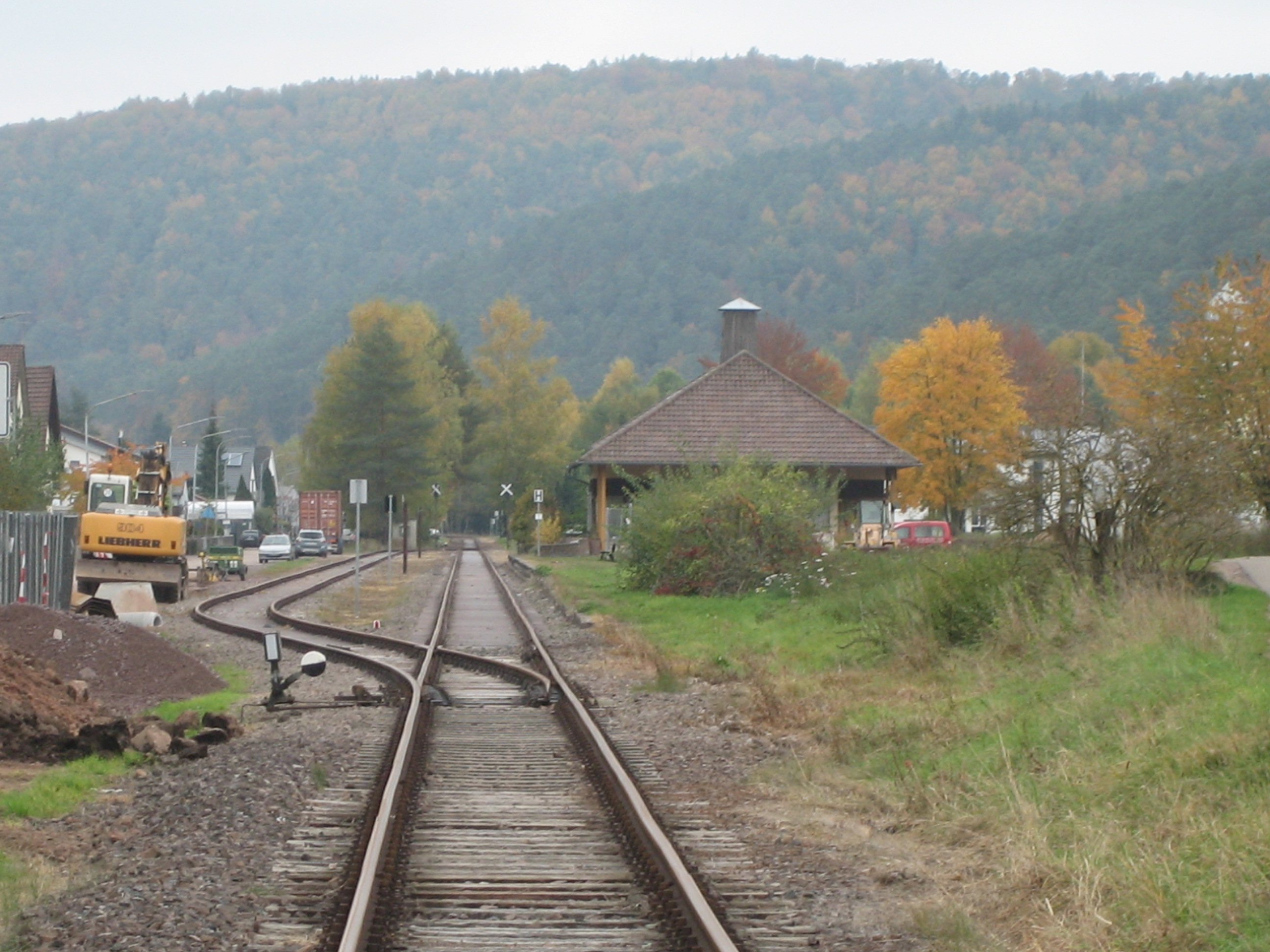
Bahnhof Dahn im Jahr 2015

Der Öffentliche Nahverkehr ist seit 2006 in den Verkehrsverbund Rhein-Neckar (VRN) integriert, davor war die Stadt seit 2000 Bestandteil des Westpfalz-Verkehrsverbunds (WVV). An das Nahverkehrsnetz angeschlossen ist sie unter anderem über die montags bis freitags – im Zeitraum von Mai bis Oktober zusätzlich sonntags – verkehrende Buslinie 545, die nach Bad Bergzabern verläuft, sowie die Buslinie 250 (täglich) nach Pirmasens. Die Anschlussmöglichkeiten werden ergänzt durch die Buslinien 251 (täglich) nach Ludwigswinkel und 252 von Hauenstein nach Wissembourg; letztere fährt montags bis freitags, im Zeitraum von Mai bis Oktober auch sonntags von Dahn in Richtung Wissembourg.
Die 1911 eröffnete Wieslauterbahn, deren regulärer Personenzugbetrieb 1966 eingestellt worden war, wird seit 1997 im Ausflugsverkehr betrieben. In Dahn verfügt sie mit dem Bahnhof und den Haltepunkten Moosbachtal, Dahn Süd sowie Busenberg-Schindhard über vier Stationen. Der letztgenannte Haltepunkt befindet sich auf Höhe des Stadtteils Reichenbach. Die Züge verkehren mittwochs und samstags sowie an Sonn- und Feiertagen (von Mai bis Oktober) sowie alljährlich zum Martinimarkt und zum Dahner Faschingsumzug.

### Bildung
Die Grundschule Dahn versorgt die Stadt sowie die Gemeinden Schindhard und Erfweiler. Das Schulzentrum Dahn mit einer Realschule plus und dem Otfried-von-Weißenburg-Gymnasium Dahn hat als Einzugsgebiet den westlichen Wasgau. Das Gymnasium ist das einzige im Landkreis Südwestpfalz. Im Gebäude der ehemaligen Ritter-von-Tann-Förderschule befinden sich mittlerweile Lehrräume der Kreisvolkshochschule Südwestpfalz sowie die Mensa des Schulzentrums. Von 1958 bis 1994 betrieb die katholische Kirche das Studienheim St. Pirmin der Diözese Speyer, ein Internat für männliche Schüler, das nach dem heiligen Pirminius benannt war.

### Institutionen

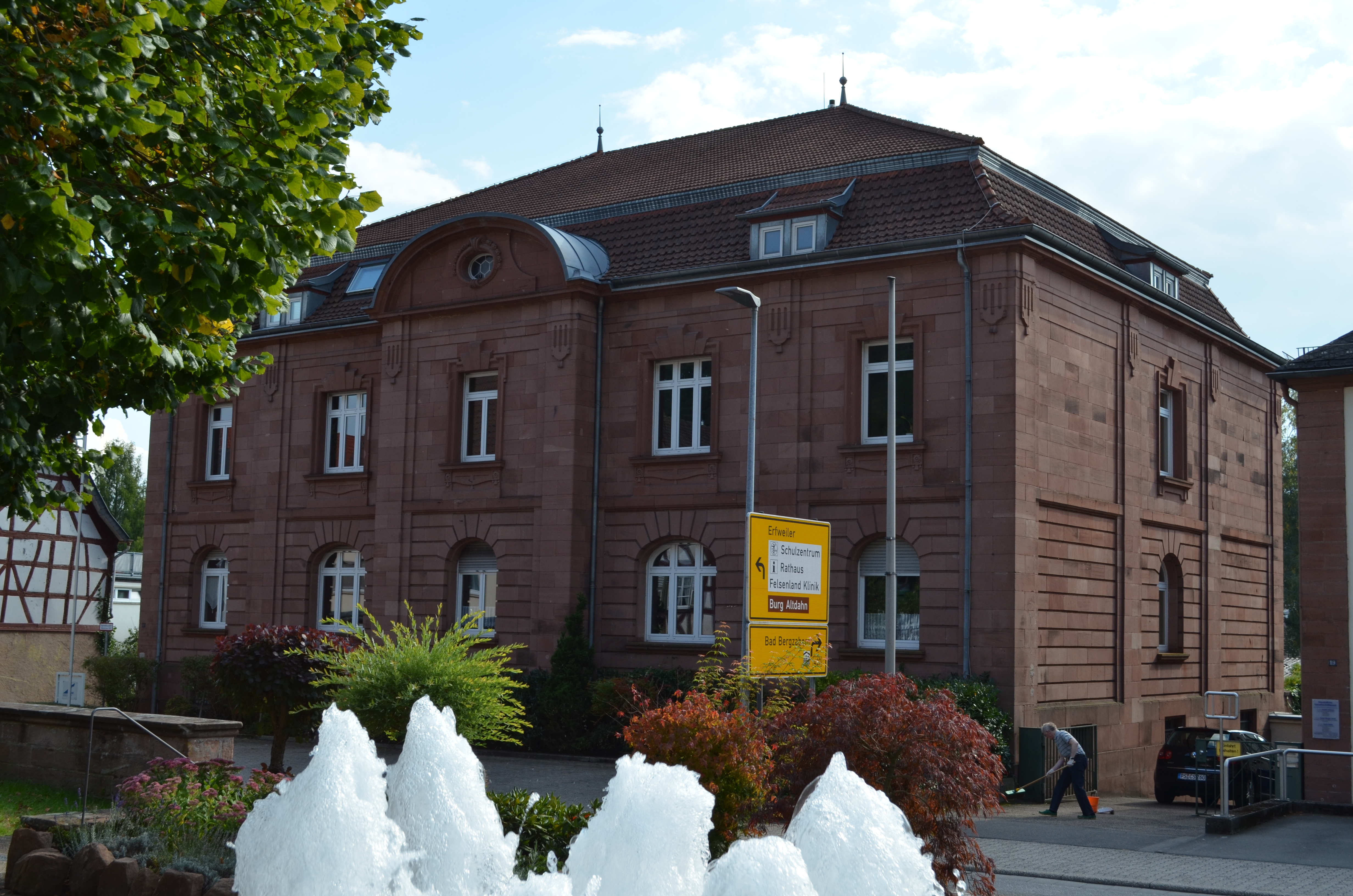
Ehemaliges Amtsgericht

Dahn stellt eine Mitgliedsverwaltung des Gemeinde- und Städtebundes Rheinland-Pfalz dar. Zudem befindet sich vor Ort eine Polizeiinspektion, die der Polizeidirektion Pirmasens des Polizeipräsidiums Westpfalz untersteht. Bis 1966 war Dahn zudem Sitz eines Amtsgerichts. Seither gehört die Stadt zum Gerichtsbezirk des Amtsgerichts Pirmasens sowie des Landgerichts Zweibrücken. Im Südwesten von Dahn befindet sich zudem das Erlebnisbad Felsenland Badeparadies.

### Militär
Nach dem Zweiten Weltkrieg wurde Dahn Bestandteil der sogenannten Pirmasens Military Community. Auf dem Stadtgebiet befanden sich Dahn Ammo Area und Dahn Terminal Station; beide Einrichtungen wurden 1993 geschlossen. Zudem existierte während dieser Zeit eine von der Stadt aus führende Militärstraße, die auf den Großen Mückenkopf führte.

### Gesundheitswesen
Das allgemeine St.-Josef-Krankenhaus der Stadt wurde zum Jahresende 2005 aus Kostengründen geschlossen. In der Felsenland-Klinik für Psychotherapie wird eine spezielle Technik der psychoanalytischen Hypnose in Form der Hypnotherapie praktiziert, die dort entwickelt wurde. Außerdem verfügt Dahn über eine Außenwohngruppe des Pfalzklinikums für Psychiatrie und Neurologie. Die Josefs-Gesellschaft wandelte das frühere Studienheim in eine Einrichtung für Behinderte um, die unter dem Namen Conrad-von-Wendt-Haus firmiert. Darüber hinaus befindet sich in der Stadt ein Kurpark.

### Tourismus

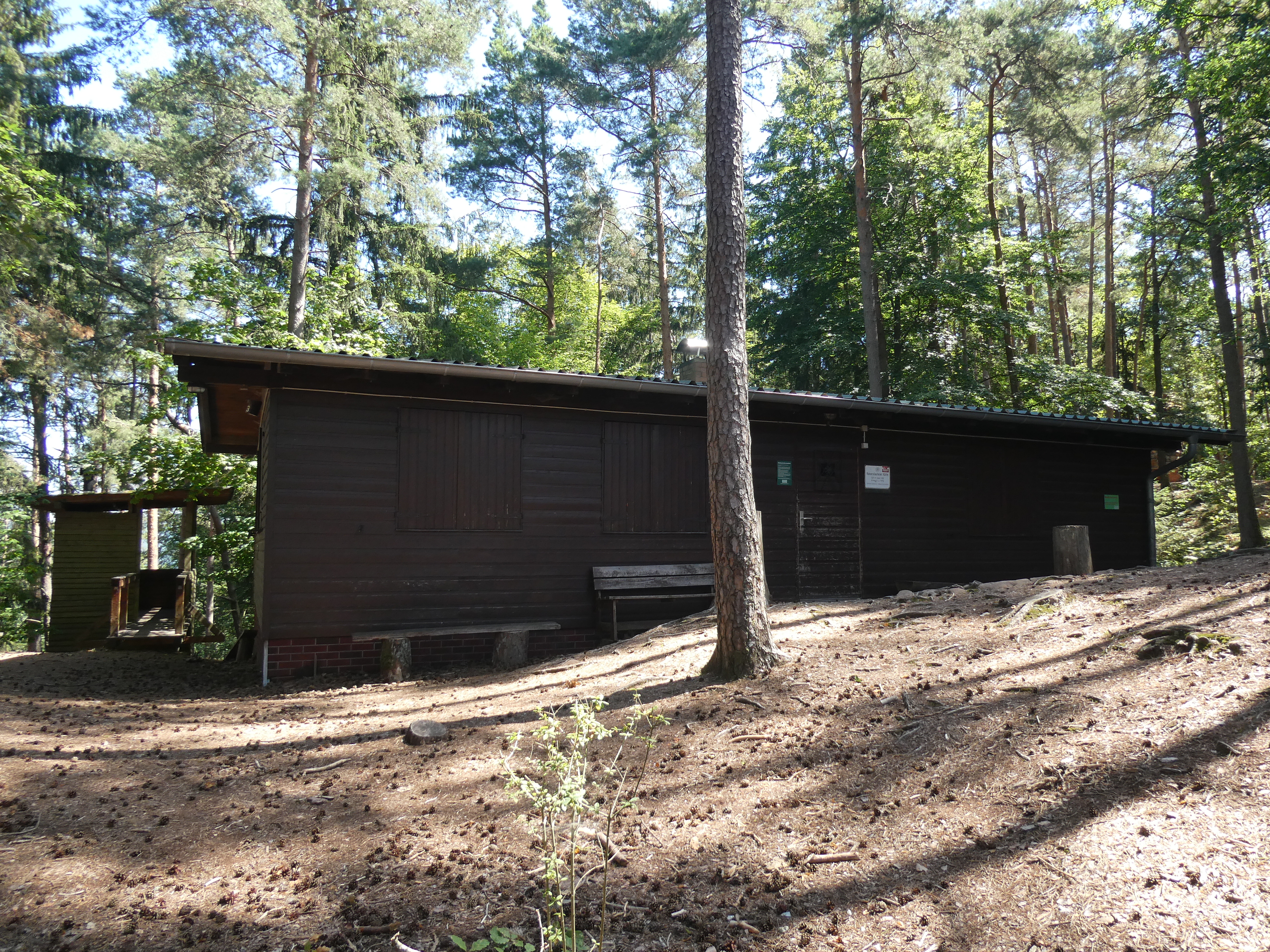
Kaiserslauterer Hütte im Süden der Stadtgemarkung

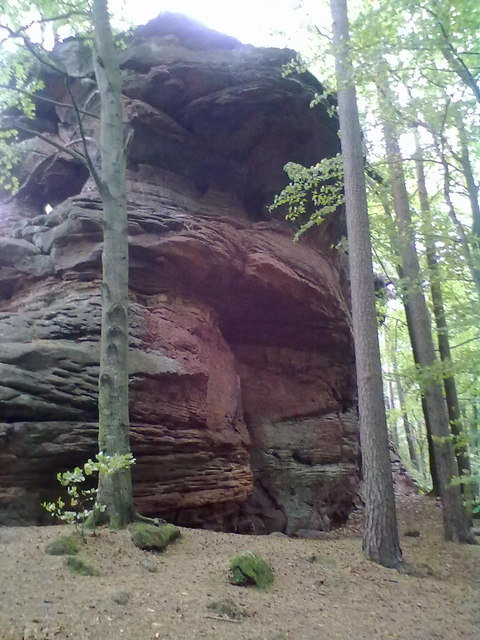
Felspartie am Dahner Felsenpfad

Das Dahner Felsenland wurde am 12. Januar 2019 als Premiumwanderregion vom Deutschen Wanderinstitut ausgezeichnet. Im Süden der Gemarkung an der Grenze zu Bruchweiler-Bärenbach liegt die Kaiserslauterer Hütte der Sektion Kaiserslautern des Deutschen Alpenvereins. Darüber hinaus befindet sich auf der Gemarkung der Stadt die von der Ortsgruppe Dahn des Pfälzerwald-Vereins betriebene Dahner Hütte – Im Schneiderfeld, die 1959 eingeweiht wurde; sie bietet Bewirtung und Schlafplätze an. Unmittelbar nördlich des Wohnplatzes Büttelwoog existiert außerdem ein Campingplatz und etwas weiter östlich die Felsenland-Jugendherberge, die dem Deutschen Jugendherbergswerk untersteht.
Dahn liegt an der Deutsch-Französischen Touristikroute und an der Deutschen Schuhstraße. Mit der Biosphärentour und dem von Hinterweidenthal nach Neuburg am Rhein verlaufenden Pamina-Radweg Lautertal führen außerdem zwei Radwege durch die Gemarkung. Ersterer bildet eine Rundtour über Bruchweiler-Bärenbach, Rumbach und Fischbach bei Dahn. Im Ortsteil Reichenbach befindet sich außerdem der westliche Beginn des Klingbach-Radwegs. Zudem ist Dahn Ausgangspunkt der Tour 13 des Mountainbikepark Pfälzerwald, der vor Ort zudem den Dirtbike-Park Dahn betreibt.
Der mit einem roten Balken markierte Fernwanderweg Donnersberg–Donon, der mit einem gelben Balken gekennzeichnete Fernwanderweg Pirmasens–Belfort und der mit einem rot-weißen Balken markierte Höcherbergweg, der von Niederwürzbach bis nach Böchingen führt, verlaufen durch das Stadtgebiet. Hinzu kommen mehrere weitere Wege, von denen einer mit einem gelb-roten Balken markiert ist und vom Wellbachtal bis nach Rülzheim verläuft; ein weiterer ist mit einem gelben Punkt gekennzeichnet und verbindet Dahn mit Fischbach sowie mit dem Kettrichhof, zudem existiert ein solcher, der, markiert mit grün-blauem Balken, von Göllheim bis nach Eppenbrunn verläuft. 2008 wurden mit dem Dahner Felsenpfad ein Premium- und 2011 mit dem von Kaiserslautern über Dahn bis nach Schweigen-Rechtenbach führenden Pfälzer Waldpfad ein Prädikatswanderweg angelegt. Darüber hinaus ist die Stadt Ausgangspunkt des Felsenland Sagenwegs. Weitere Wanderwege vor Ort sind die Burg Neudahn-Tour, der Dahner Felsenpfad, der Dahner Rundwanderweg, der Elwetritsche-Lehrpfad, der Elwetritsche-Wanderweg, Eyberg-Tour, die Jungfern-Tour, die Kaletschkopf-Tour und die Kauert-Tour.

## Persönlichkeiten

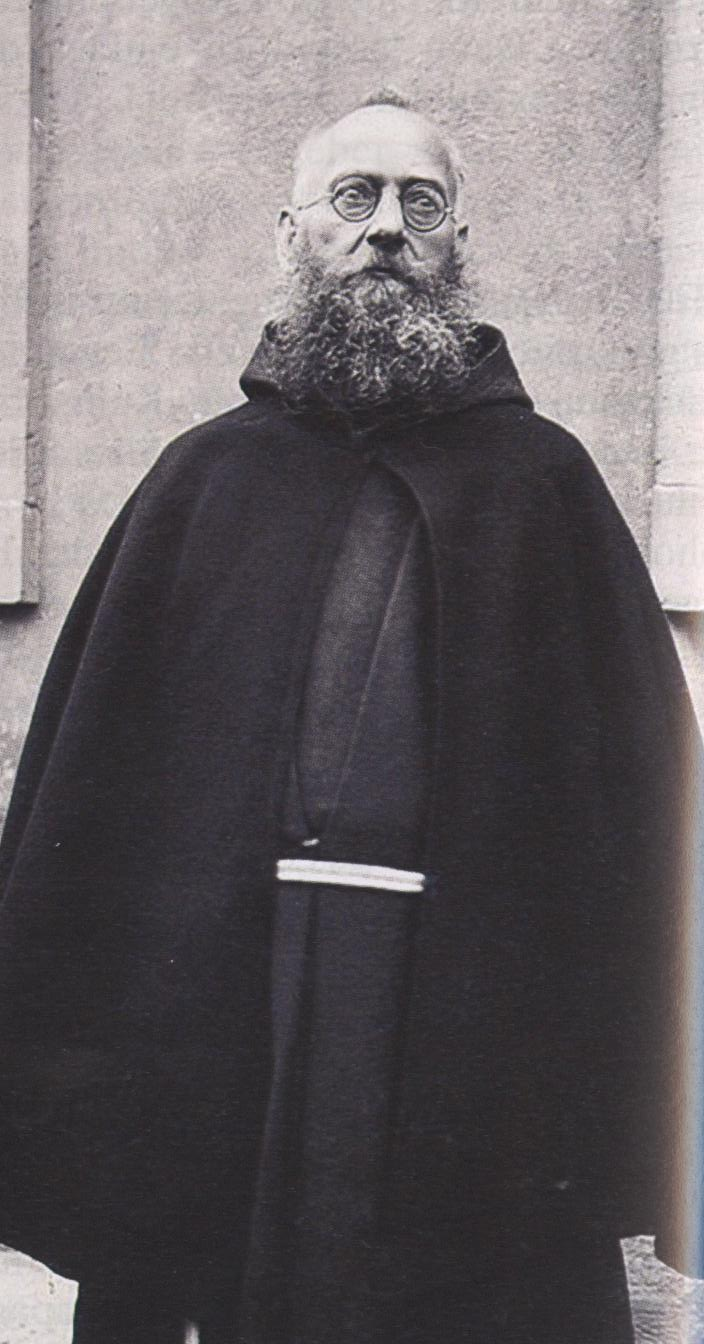
Ingbert Naab

Bislang wurden zwei Personen zu Ehrenbürgern ernannt, darunter der Rentamtmann Ludwig Foohs, der sich als Förderer der Wieslauterbahn verdient gemacht hatte.
Zu den frühesten Söhnen der Stadt gehörten der Kapuzinerpater  Ingbert Naab, der als Widerstandskämpfer gegen den Nationalsozialismus in Erscheinung trat und der Kirchenpräsident Theodor Schaller. Im 20. Jahrhundert wurden der Historiker Günter Barudio, die Journalisten Stefan Baron und Martin Kissel, die Jazzmusiker Thomas Andelfinger und Rüdiger Ruppert sowie die Malerin Regina Reim vor Ort geboren.
Zu den Personen, die in der Stadt gelebt oder gewirkt haben, gehören der Autor Robert Oberhauser als Initiator der Dahner Sommerspiele, der CDU-Politiker Heiner Geißler, der in Dahn sein Büro hatte, der vor Ort wohnende Maler Sigmar Kratzin und der Medienmanager Markus Schächter, der in der Stadt zur Schule ging.